# Super Bowl IV
Super Bowl IV je bio utakmica između pobjednika AFL lige Kansas City Chiefsa i pobjednika NFL lige Minnesota Vikingsa na kraju sezone 1969. godine, a završila je pobjedom Chiefsa rezultatom 23:7, koji su tako osvojili svoj prvi Super Bowl. 
Utakmica je odigrana na Tulane Stadiumu u New Orleansu u Louisiani.

## Tijek utakmice
| Četvrtina | Vrijeme | Momčad | Informacija o promjeni rezultata                                                  | Rezultat | Rezultat |
| Četvrtina | Vrijeme | Momčad | Informacija o promjeni rezultata                                                  | Chiefs   | Vikings  |
| --------- | ------- | ------ | --------------------------------------------------------------------------------- | -------- | -------- |
| 1         | 6:52    | KC     | field goal (Stenerud)                                                             | 3        | 0        |
| 2         | 13:20   | KC     | field goal (Stenerud)                                                             | 6        | 0        |
| 2         | 7:52    | KC     | field goal (Stenerud)                                                             | 9        | 0        |
| 2         | 5:34    | KC     | touchdown probijanjem (Garrett), uspješan pokušaj za dodatni poen (Stenerud)      | 16       | 0        |
| 3         | 4:32    | MIN    | touchdown probijanjem (Osborn), uspješan pokušaj za dodatni poen (Cox)            | 16       | 7        |
| 3         | 1:22    | KC     | touchdown dodavanjem (Dawson-Taylor), uspješan pokušaj za dodatni poen (Stenerud) | 23       | 7        |

## Statistika utakmice

### Statistika po momčadima
| Statistika                                                      | Kansas City Chiefs | Minnesota Vikings |
| --------------------------------------------------------------- | ------------------ | ----------------- |
| Prvih pokušaja                                                  | 18                 | 13                |
| Ukupno osvojenih jardi                                          | 273                | 239               |
| Broj napada probijanjem                                         | 42                 | 19                |
| Ukupno jardi osvojenih probijanjem                              | 151                | 67                |
| Broj napada s kompletiranim dodavanjem/ukupno napada dodavanjem | 12/17              | 17/28             |
| Ukupno jardi osvojenih dodavanjem                               | 122                | 172               |
| Izgubljenih lopti                                               | 1                  | 5                 |
| Prekršaji (izgubljenih jardi)                                   | 4 (47)             | 6 (67)            |
| Vrijeme posjeda lopte (min:s)                                   | 34:33              | 25:27             |

### Statistika po igračima

#### Najviše jardi dodavanja
| Quarterback     | Dodavanja* | Yds** | TD*** | Int**** |
| --------------- | ---------- | ----- | ----- | ------- |
| Len Dawson (KC) | 12/17      | 142   | 1     | 1       |
| Joe Kapp (MIN)  | 16/25      | 183   | 0     | 2       |

#### Najviše jardi probijanja
| Igrač             | Pokušaja* | Yds** | TD*** |
| ----------------- | --------- | ----- | ----- |
| Mike Garrett (KC) | 11        | 39    | 1     |
| Bill Brown (MIN)  | 6         | 26    | 0     |

#### Najviše uhvaćenih jardi dodavanja
| Igrač                | Dodavanja* | Yds** | TD*** |
| -------------------- | ---------- | ----- | ----- |
| Otis Taylor (KC)     | 6/8        | 81    | 1     |
| John Henderson (MIN) | 7/10       | 111   | 0     |

Napomena: * - broj kompletiranih dodavanja/ukupno dodavanja, ** - ukupno jardi dodavanja, *** - broj touchdownova (polaganja), **** - broj izgubljenih lopti